# Torre di Burana
La Torre di Burana è un minareto situato nella valle di Čuj, in Kirghizistan settentrionale, si trova a circa 80 km a est della capitale Biškek e vicino a Tokmok; la torre, alcune iscrizioni tombali, dei terrapieni, le rovine di un castello e tre mausolei sono tutto ciò che rimane dell'antica città di Balasagun, un insediamento che era stato fondato dai karakhanidi alla fine del IX secolo. A seguito di un restauro operato in epoca sovietica la torre è tuttora visitabile.
La torre era originariamente alta 45 m ma durante i secoli una serie di terremoti hanno causato rilevanti danni alla struttura: un sisma nel XV secolo distrusse la metà superiore, dimezzandone l'altezza che ai tempi odierni è di 25 m. Negli anni settanta venne intrapreso un progetto di restauro per rinnovare le fondazioni e la facciata esposta a ovest, che era in pericolo di collasso. 

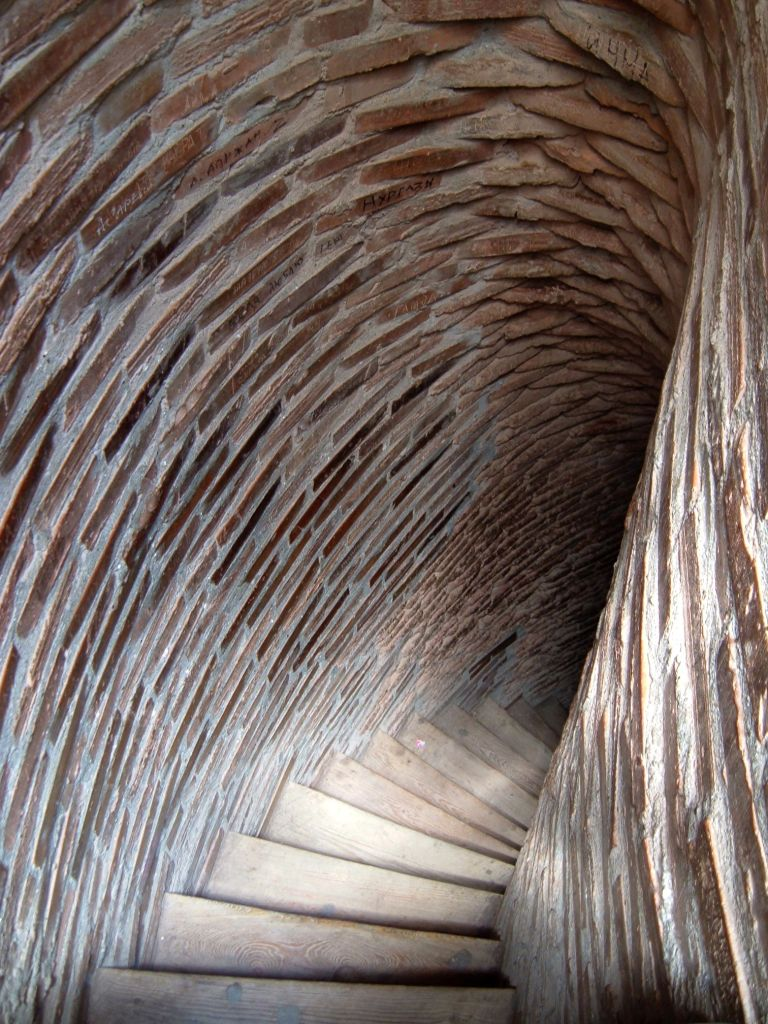
La scala all'interno della torre

L'intero sito, inclusi i mausolei, le fondazioni del castello e le iscrizioni tombali, funzionano oggi come museo ed è altresì presente un edificio contenente informazioni storiche e manufatti trovati in loco e nella zona circostante. L'accesso alla torre è consentito da una scala a chiocciola all'interno della costruzione che arriva fino alla cima.

## La leggenda
Una leggenda collegata alla torre racconta che una strega avvisò un re locale che sua figlia neonata sarebbe morta una volta arrivata all'età di diciott'anni; il re, per proteggerla, costruì un'alta torre dove la ragazza venne confinata. Durante gli anni nessuno entrò nella torre, fatta eccezione per la serva che le portava da mangiare; la bambina crebbe da sola e divenne una bella donna ma un giorno un ragno velenoso, che si annidava nel cibo, la morse ed ella morì nella torre, all'età di diciott'anni.